# Nathaniel Appleton Haven
Nathaniel Appleton Haven (* 19. Juli 1762 in Portsmouth, New Hampshire Colony; † 13. März 1831 ebenda) war ein US-amerikanischer Politiker. Zwischen 1809 und 1811 vertrat er den Bundesstaat New Hampshire im US-Repräsentantenhaus.

## Werdegang
Nach einer guten Grundschulausbildung studierte Nathaniel Haven bis 1779 am Harvard College, der späteren Harvard University, Medizin. Nach seiner Zulassung als Arzt begann er in seiner Heimatstadt Portsmouth zu praktizieren. Außerdem war er im Handel tätig. In der Endphase des Unabhängigkeitskrieges war Haven als Schiffsarzt eingesetzt.
Politisch war Haven Mitglied der von Alexander Hamilton gegründeten Föderalistischen Partei. Bei den Kongresswahlen des Jahres 1808, die staatsweit abgehalten wurden, wurde er für das vierte Abgeordnetenmandat von New Hampshire in das US-Repräsentantenhaus in Washington, D.C. gewählt. Dort trat er am 4. März 1809 die Nachfolge von Jedediah K. Smith an. Bis zum 3. März 1811 konnte er aber nur eine Legislaturperiode im Kongress absolvieren.
Nach dem Ende seiner Zeit im Repräsentantenhaus ist Nathaniel Haven politisch nicht mehr in Erscheinung getreten. Er starb am 13. März 1831 in seiner Geburtsstadt Portsmouth.